# Filharmonia Narodowa Ukrainy
Filharmonia Narodowa Ukrainy (ukr. Національна філармонія України) – państwowa instytucja kultury z siedzibą w Kijowie. Istnieje od 1863 roku, kiedy został założony w Kijowie Oddział Cesarskiego Rosyjskiego Towarzystwa Muzycznego. Gmach filharmonii był zbudowany w roku 1882 jako Dom Spotkania handlowców. W sali filharmonii występowali Mykoła Łysenko, Siergiej Rachmaninow, Aleksandr Skriabin, Fiodor Szalapin i inny muzycy. W kwietniu 1917 roku w tej hali trwał Ukraiński Kongres Narodowy.
Po zagarnięciu Kijowa przez bolszewików w roku 1919 gmach filharmonii był używany jak Proletariacki Dom sztuk, Dom wykształcenia politycznego, klub „Bolszewik”, a następnie Dom pionierów. W 1934 roku Kijów został stolicą USRR i Państwowa Filharmonia Ukrainy powróciła z Charkowa (wcześniejszej stolicy USRR) do Kijowa.
W roku 1962 Sali filharmonii nadano imię Mykoły Łysenki. Od roku 1982 Gmach Filharmonii jest pamiątką architektury.